# Mora (Assisi)
Mora è una frazione del comune di Assisi (PG).
Nonostante l'ampiezza del suo territorio (che confina con gli abitati di Sterpeto e di Tordibetto) è, attualmente, una dei centri assisiati con minore densità abitativa: subì infatti un importante calo demografico a partire dagli anni Sessanta, a motivo del nuovo boom economico che decretò l'abbandono dei centri collinari a tutto vantaggio di quelli in pianura.
Il paese doveva esistere fin dal XII secolo, poiché in un atto notarile contenente le proprietà di S. Rufino in Assisi se ne cita una ' in comitatu Asisinatum in voc. de Mora'; in un altro del sec. XII si parla di un 'locus qui dicitur More'. Si conservano ancora sparuti resti dell'antico castello (XIII secolo), ora quasi completamente distrutto. Vi è, all'ingresso del castello, la piccola chiesa di Santa Margherita di Bagnaia, del '500, e al suo interno  un affresco a San Rocco del 1542. 
Sempre da documenti archivistici sappiamo che nel 1573 la chiesa era ancora funzionante; ivi è anche un oratorio dedicato a S. Sebastiano, interno al castello ma ormai sconsacrato.
A Mora si trova inoltre, una grande croce lignea collocata sul punto più alto della collina (Croce di Mora), a dominare l'intera pianura circostante. Da rilevare, infine, una trecentesca cappella dedicata alla Madonna del Carmelo, recentemente restaurata su iniziativa dell'attuale proprietaria.